# 永春老醋
永春老醋は福建省泉州市永春県で生産される中国酢。中国四大酢の一つで福建紅醋・福建紅麹醋とも称される。

## 概要
北宋時代から生産が始まり、糯米を原料に紅麹で酢酸発酵することで生産される。茶褐色でアミノ酸を含むことから酸味はあまり強くなく僅かに甘みがある。おたふく風邪や皮膚炎・黄疸などに薬効を示すと言われ、特に長く熟成された古醋は珍重され富の象徴とされた。
中華人民共和国成立後にインドネシア出身の華僑だった尤楊祖が永春香醋の工業生産に着手し、現在では海外に輸出されるまでになっている。